# Rhyacophila palmeni
Rhyacophila palmeni là một loài Trichoptera trong họ Rhyacophilidae. Chúng phân bố ở miền Cổ bắc.